# Gradignan
Gradignan ist eine Stadt mit 26.186 Einwohnern (Stand 1. Januar 2022) in der französischen Region Nouvelle-Aquitaine im Département Gironde. Sie liegt im Arrondissement Bordeaux und gehört zum Kanton Pessac-2.
Gradignan liegt südwestlich von Bordeaux. Die Gemeinde wird durch Buslinien der TBC erschlossen.

## Bevölkerungsentwicklung
| Jahr                      | 1962 | 1968   | 1975   | 1982   | 1990   | 1999   | 2011   | 2016   |
| Einwohner                 | 6803 | 10.402 | 18.691 | 21.441 | 21.727 | 22.193 | 23.355 | 25.563 |
| Quelle: Cassini und INSEE |      |        |        |        |        |        |        |        |

## Baudenkmäler

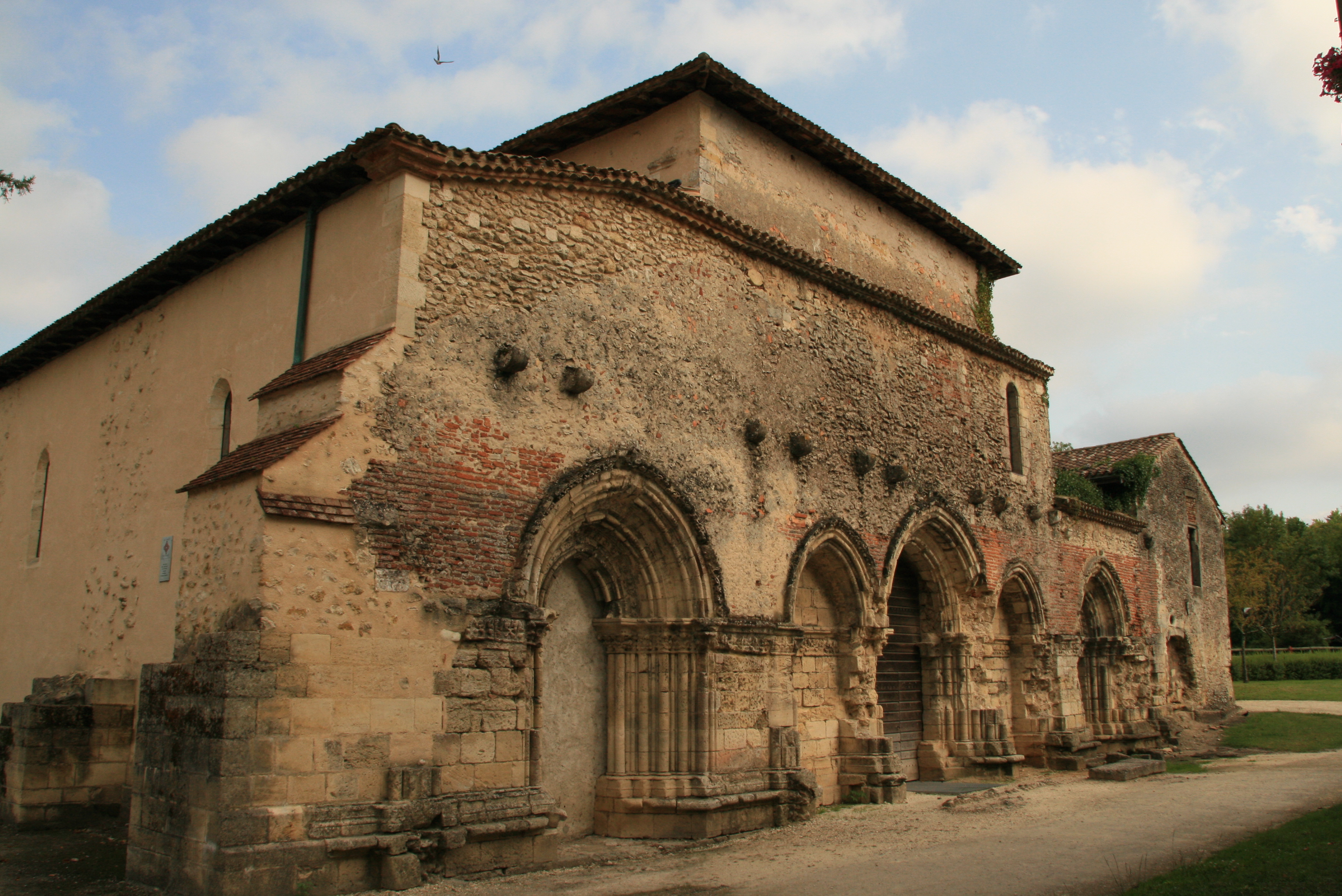
Priorat Cayac

- Siehe auch: Liste der Monuments historiques in Gradignan
- Priorat Cayac

## Weinbau
Gradignan ist ein Weinbauort in der Weinbauregion Graves und gehört zur Appellation Pessac-Léognan.

## Städtepartnerschaften
Es besteht eine Städtepartnerschaft mit Pfungstadt.